# Johann Rupert
Johann Rupert (* 1. Juni 1950 in Stellenbosch) ist ein südafrikanischer Unternehmer.

## Leben
Seine Eltern waren der südafrikanische Unternehmer Anton Rupert und Huberte Rupert. Rupert leitet das schweizerische Unternehmen Richemont. Nach Angaben des US-amerikanischen Forbes Magazine gehört Rupert 2012 zu den reichsten Südafrikanern und ist in The World’s Billionaires gelistet. Rupert ist verheiratet, hat drei Kinder und lebt in Somerset West in Südafrika.
Johann Rupert ist Verwaltungsratspräsident des Luxusgüterherstellers Richemont sowie der ebenfalls von seiner Familie kontrollierten Holding Remgro, die unter anderem die Schweizer Privatklinikgruppe Hirslanden besitzt. Über die von der Familie Rupert kontrollierte luxemburgische Reinet Investments S.C.A. hält die Familie gleichzeitig Aktien im Wert von vier Milliarden Franken an British American Tobacco und verdient so jährlich Dividenden in dreistelliger Millionenhöhe.